# Aeropuerto Internacional de Barnaúl-Guermán Titov

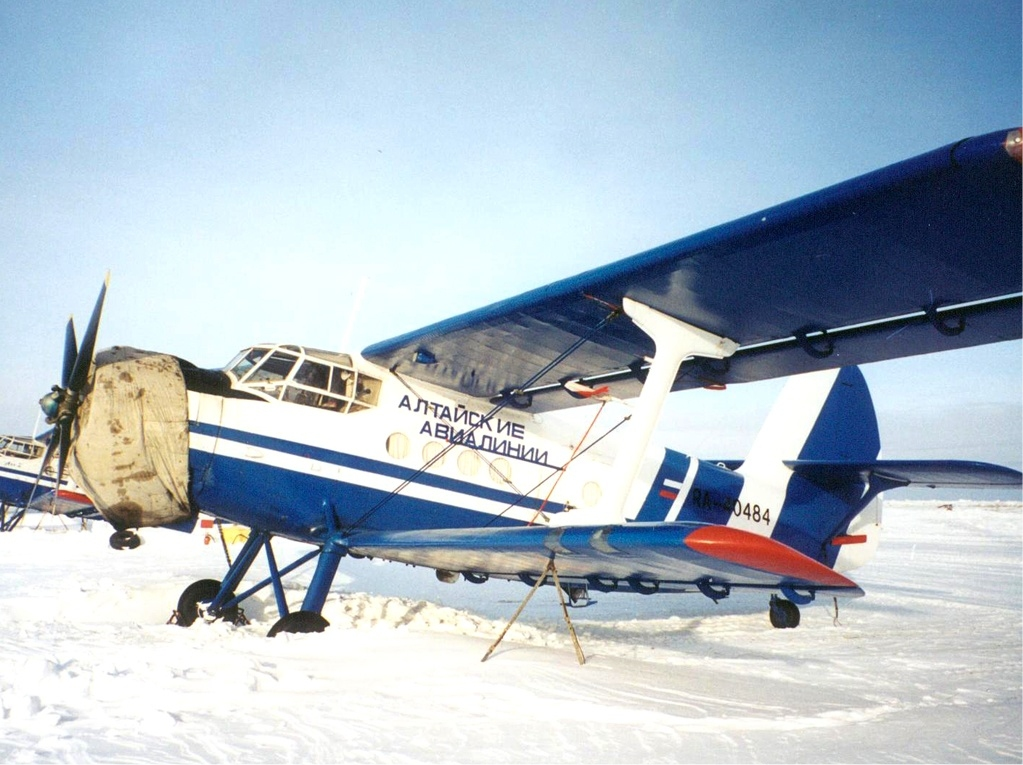
An-2 de Aerolíneas Altái

El Aeropuerto Internacional de Barnaúl-Guermán Titov (ruso: Междунаро́дный аэропо́рт Барнау́л-Германа Титова; ICAO: UNBB; IATA: BAX), también conocido como Aeropuerto Mijaylovka (ruso: Аэропорт Михайловка), es un aeropuerto civil situado a 15 km al oeste de Barnaúl, centro administrativo del krai de Altái, en Rusia.
Las instalaciones son gestionadas por la compañía AirAltai.
El espacio aéreo está controlado desde el FIR del propio aeropuerto (ICAO: UNBB)

## Pista
El aeropuerto de Barnaúl consiste en una pista de asfalto en dirección 06/24 de 2850x50 m.
El pavimento es del tipo 44/R/B/Х/T, lo que permite la operación de aeronaves del tipo AN-12, An-24, An-26, AN-30, AN-32, AN-74, AN-74, AN-124, AN-148, IL-96, Il-86, Il-76, Il-62, IL-18, Tu-204, Tu-214, Tu-154, Tu-134, Yak-42, Yak-40, BAe-125, ATR 42, ATR 72 (y sus modificaciones), A310, Airbus A319, Airbus A320, A321, Boeing-737, B757, así como todo tipo de helicópteros durante todo el año, 24 horas al día.

## Aerolíneas y destinos
| Nombre aerolínea       | Destinos                                     |
| ---------------------- | -------------------------------------------- |
| Nordwind Airlines      | Antalya, Heráklion, Sharm el-Sheij (charter) |
| Aerolíneas de Orenburg | Düsseldorf                                   |

| Nombre aerolínea       | Destinos                                                         |
| ---------------------- | ---------------------------------------------------------------- |
| Aeroflot               | Moscú-Sheremétievo                                               |
| BIM-Avia               | Moscú-Domodédovo                                                 |
| IrAero                 | Irkutsk                                                          |
| KATEKAVIA              | Krasnoyarsk-Yemelyanovo                                          |
| Kontinent              | Irkutsk, Sochi, Anapa, Krasnodar, Jabárovsk, Ufá, Norilsk-Alykel |
| Aerolíneas de Orenburg | Sochi                                                            |
| Rossiya (aerolínea)    | San Petersburgo                                                  |
| RusLain                | Ekaterimburgo, Krasnodar, Rostov del Don                         |
| S7 Airlines            | Moscú-Domodédovo                                                 |
| UTair                  | Moscú-Vnúkovo, Tomsk, Surgut                                     |

## Historia

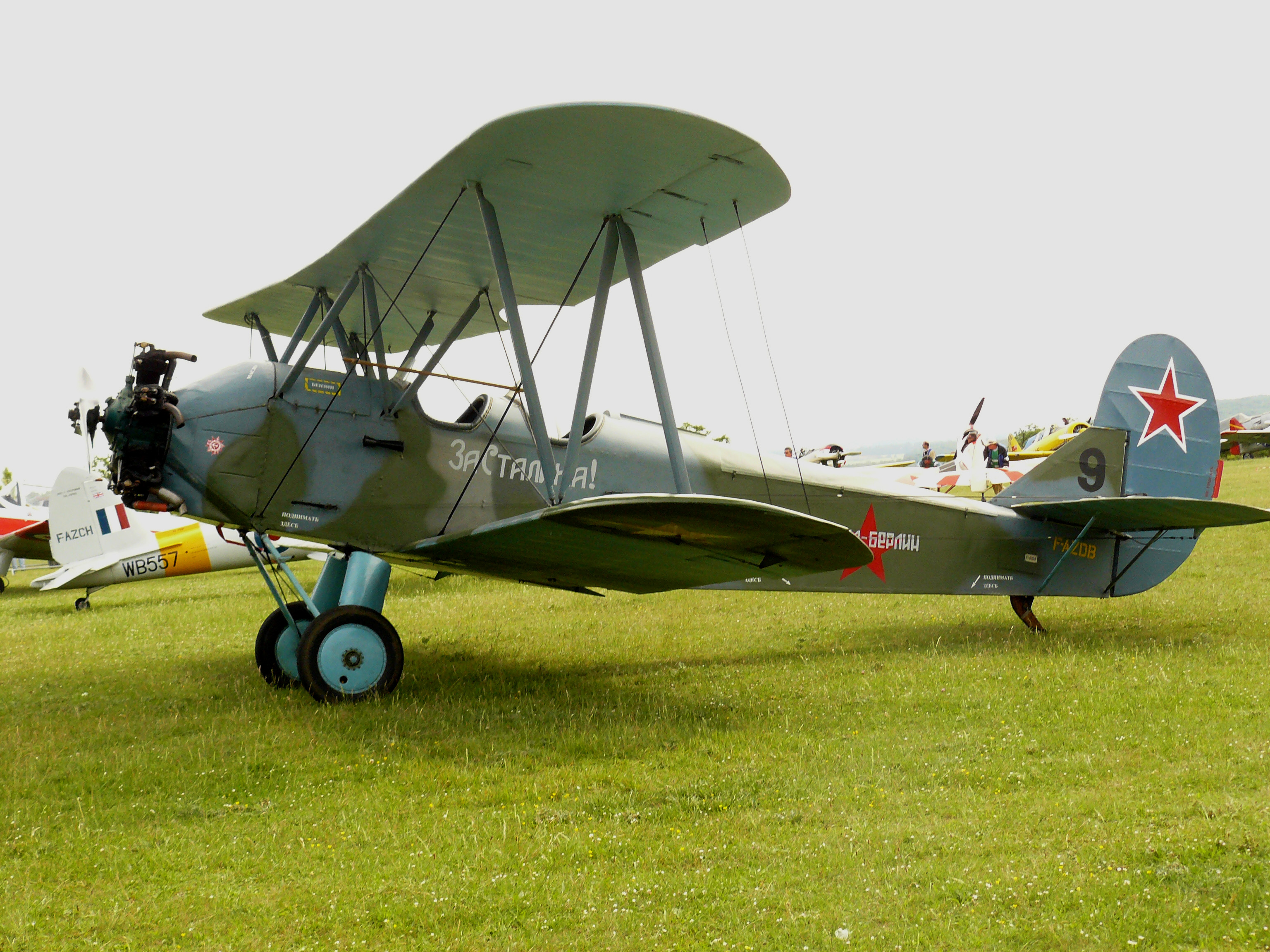
Polikarpov Po-2

El desarrollo del aeropuerto comienza el 27 de octubre de 1937 cuando, en Barnaúl, reciente capital del territorio de Altái, se creó la división aérea, equipada con aviones Polikarpov Po-2.
El 12 de marzo de 1967, sobre el decimoctavo kilómetro de la carretera que une Barnaúl con Pavlovsk, se puso en funcionamiento el nuevo aeropuerto con una pista de hormigón armado de 2.000х50 m, con calles de rodaje, plataforma, hotel y todos los servicios necesarios.
El 20 de junio de 1967 se inauguró el vuelo entre la capital del territorio de Altái, Barnaúl, y Moscú, con un avión el Ilyushin Il-18.
El 12 de enero de 1975, tras el alargamiento de la pista (que pasó de 2000 m a 2500 m), empiezan a realizarse los vuelos entre Moscú y Barnaúl con aviones Tupolev Tu-154.
El 26 de diciembre de 1976 a la aeroempresa de Barnaúl, primera en la Unión Soviética, recibe la certificación para el aeropuerto como de clase I (ICAO).
En 1995 al aeropuerto Barnaúl recibe el estatus de "Aeropuerto internacional.
El 23 de septiembre de 1997, se crea la sociedad por acciones "Aeroempresa" de Altái.
En 1998 se reconstruye la pista y se alarga hasta los 2850 m. Se instala el nuevo equipamiento de señalización óptica.
El 27 de mayo de 2010 por decisión de la Asamblea legislativa del territorio de Altái se nombra al aeropuerto de Barnaúl como Guerman Stepánovich Titov.